# Chine aux Jeux olympiques d'été de 2000
La Chine est représentée par 271 athlètes aux Jeux olympiques d'été de 2000 à Sydney.

## Nombre d'athlètes qualifiés par sport
Voici la liste des qualifiés et sélectionnés Chinois par sport (remplaçants compris) :
| Sport       | Hommes | Femmes | Total |
| ----------- | ------ | ------ | ----- |
| Athlétisme  | 6      | 20     | 26    |
| Aviron      | 4      | 6      | 10    |
| Badminton   | 7      | 10     | 17    |
| Basket-ball | 11     | 0      | 11    |
| Boxe        | 2      | 0      | 2     |
| Cyclisme    | 0      | 3      | 3     |

## Médailles

### Or
| Sport               | Discipline           | Sportifs             | Performance     |
| Médailles d'or : 28 |                      |                      |                 |
| Athlétisme          | 20 kilomètres marche | Wang Liping          | 1 h 29 min 05 s |
| Badminton           | Simple               | Ji Xinpeng           | 2-0             |
| Badminton           | Simple               | Gong Zhichao         | 2-0             |
| Badminton           | Double               | Ge Fei / Gu Jun      | 2-0             |
| Badminton           | Double mixte         | Gao Ling / Zhang Jun | 2-1             |
|                     |                      |                      |                 |
|                     |                      |                      |                 |
|                     |                      |                      |                 |
|                     |                      |                      |                 |
|                     |                      |                      |                 |
|                     |                      |                      |                 |
|                     |                      |                      |                 |
|                     |                      |                      |                 |
|                     |                      |                      |                 |
|                     |                      |                      |                 |
|                     |                      |                      |                 |
|                     |                      |                      |                 |
|                     |                      |                      |                 |
|                     |                      |                      |                 |
|                     |                      |                      |                 |
|                     |                      |                      |                 |
|                     |                      |                      |                 |
|                     |                      |                      |                 |
|                     |                      |                      |                 |
|                     |                      |                      |                 |
|                     |                      |                      |                 |
|                     |                      |                      |                 |
|                     |                      |                      |                 |

### Argent
| Sport                   | Discipline | Sportifs                | Performance |
| Médailles d'argent : 16 |            |                         |             |
| Badminton               | Double     | Huang Nanyan / Yang Wei | 0-2         |
|                         |            |                         |             |
|                         |            |                         |             |
|                         |            |                         |             |
|                         |            |                         |             |
|                         |            |                         |             |
|                         |            |                         |             |
|                         |            |                         |             |
|                         |            |                         |             |
|                         |            |                         |             |
|                         |            |                         |             |
|                         |            |                         |             |
|                         |            |                         |             |
|                         |            |                         |             |
|                         |            |                         |             |
|                         |            |                         |             |

### Bronze
| Sport                    | Discipline             | Sportifs              | Performance |
| Médailles de bronze : 15 |                        |                       |             |
| Badminton                | Simple                 | Xia Xuanze            | 2-0         |
| Badminton                | Simple                 | Ye Zhaoying           | 2-1         |
| Badminton                | Double                 | Gao Ling / Qin Yiyuan | 2-0         |
| Cyclisme                 | 500 m contre la montre | Jiang Cuihua          | 34 s 768    |
|                          |                        |                       |             |
|                          |                        |                       |             |
|                          |                        |                       |             |
|                          |                        |                       |             |
|                          |                        |                       |             |
|                          |                        |                       |             |
|                          |                        |                       |             |
|                          |                        |                       |             |
|                          |                        |                       |             |
|                          |                        |                       |             |
|                          |                        |                       |             |

## Athlétisme

### Hommes
| Athlète       | Épreuve              | Séries      | Séries      | Quarts de finale | Quarts de finale | Demi-finales | Demi-finales | Finale          | Finale |
| Athlète       | Épreuve              | Temps       | Rang        | Temps            | Rang             | Temps        | Rang         | Temps           | Rang   |
| ------------- | -------------------- | ----------- | ----------- | ---------------- | ---------------- | ------------ | ------------ | --------------- | ------ |
| Yu Guohui     | 20 kilomètres marche | Non disputé | Non disputé | Non disputé      | Non disputé      | Non disputé  | Non disputé  | 1 h 22 min 32 s | 13e    |
| Yang Yongjian | 50 kilomètres marche | Non disputé | Non disputé | Non disputé      | Non disputé      | Non disputé  | Non disputé  | 3 h 48 min 42 s | 10e    |
| Wang Yinhang  | 50 kilomètres marche | Non disputé | Non disputé | Non disputé      | Non disputé      | Non disputé  | Non disputé  | 3 h 50 min 19 s | 13e    |

| Athlète      | Épreuve           | Qualification | Qualification | Finale      | Finale  |
| Athlète      | Épreuve           | Performance   | Rang          | Performance | Rang    |
| ------------ | ----------------- | ------------- | ------------- | ----------- | ------- |
| Lao Jianfeng | Saut en longueur  | 7,41 m        | 40e           | Eliminé     | Eliminé |
| Liu Honglin  | Saut en longueur  | NM            | /             | Eliminé     | Eliminé |
| Lao Jianfeng | Triple saut       | 16,43 m       | 21e           | Eliminé     | Eliminé |
| Li Shaojie   | Lancer du marteau | 62,29 m       | 13e           | Eliminé     | Eliminé |

### Femmes
| Athlète                                        | Épreuve              | Séries         | Séries      | Quarts de finale | Quarts de finale | Demi-finales | Demi-finales | Finale          | Finale        |
| Athlète                                        | Épreuve              | Temps          | Rang        | Temps            | Rang             | Temps        | Rang         | Temps           | Rang          |
| ---------------------------------------------- | -------------------- | -------------- | ----------- | ---------------- | ---------------- | ------------ | ------------ | --------------- | ------------- |
| Li Xuemei                                      | 100 m                | 11 s 25        | 2e          | 11 s 46          | 5e               | Eliminé      | Eliminé      | Eliminé         | Eliminé       |
| Zeng Xiujun                                    | 100 m                | 11 s 63        | 5e          | Eliminé          | Eliminé          | Eliminé      | Eliminé      | Eliminé         | Eliminé       |
| Liu Xiaomei                                    | 200 m                | 23 s 56        | 6e          | Eliminé          | Eliminé          | Eliminé      | Eliminé      | Eliminé         | Eliminé       |
| Qin Wangping                                   | 200 m                | 24 s 10        | 6e          | Eliminé          | Eliminé          | Eliminé      | Eliminé      | Eliminé         | Eliminé       |
| Li Ji                                          | 10 000 m             | 32 min 28 s 96 | 6e          | Non disputé      | Non disputé      | Non disputé  | Non disputé  | 31 min 06 s 94  | 7e            |
| Ren Xiujuan                                    | Marathon             | Non disputé    | Non disputé | Non disputé      | Non disputé      | Non disputé  | Non disputé  | 2 h 27 min 55 s | 10e           |
| Feng Yun                                       | 100 m haies          | 13 s 19        | 5e          | Eliminé          | Eliminé          | Eliminé      | Eliminé      | Eliminé         | Eliminé       |
| Zeng Xiujun Liu Xiaomei Qin Wangping Li Xuemei | Relais 4 × 100 m     | 43 s 07        | 3e          | Non disputé      | Non disputé      | 43 s 04      | 4e           | 44 s 87         | 8e            |
| Wang Liping                                    | 20 kilomètres marche | Non disputé    | Non disputé | Non disputé      | Non disputé      | Non disputé  | Non disputé  | 1 h 29 min 05 s | Médaille d'or |
| Liu Hongyu                                     | 20 kilomètres marche | Non disputé    | Non disputé | Non disputé      | Non disputé      | Non disputé  | Non disputé  | DSQ             | /             |

| Athlète       | Épreuve           | Qualification | Qualification | Finale      | Finale  |
| Athlète       | Épreuve           | Performance   | Rang          | Performance | Rang    |
| ------------- | ----------------- | ------------- | ------------- | ----------- | ------- |
| Gao Shuying   | Saut à la perche  | 4,30 m        | 7e            | 4,15 m      | 10e     |
| Guan Yingnan  | Saut en longueur  | 6,48 m        | 18e           | Eliminé     | Eliminé |
| Guo Chunfang  | Saut en longueur  | NM            | /             | Eliminé     | Eliminé |
| Ren Ruiping   | Triple saut       | 13,16 m       | 26e           | Eliminé     | Eliminé |
| Cheng Xiaoyan | Lancer du poids   | 18,23 m       | 10e           | 17,85 m     | 11e     |
| Yu Xin        | Lancer du poids   | 16,18 m       | 24e           | Eliminé     | Eliminé |
| Yu Xin        | Lancer du disque  | 61,00 m       | 11e           | 58,34 m     | 13e     |
| Cao Qi        | Lancer du disque  | 58,03 m       | 21e           | Eliminé     | Eliminé |
| Li Qiumei     | Lancer du disque  | 56,59 m       | 22e           | Eliminé     | Eliminé |
| Zhao Wei      | Lancer du marteau | 59,54 m       | 20e           | Eliminé     | Eliminé |
| Wei Jianhua   | Lancer du javelot | 60,64 m       | 8e            | 58,33 m     | 10e     |
| Li Lei        | Lancer du javelot | 60,57 m       | 9e            | 56,83 m     | 11e     |

## Aviron

### Hommes
| Athlète(s)                                  | Compétition      | Série         | Série | Repêchage     | Repêchage | Demi-finale | Demi-finale | Finale                 | Finale  |
| Athlète(s)                                  | Compétition      | Temps         | Rang  | Temps         | Rang      | Temps       | Rang        | Temps                  | Rang    |
| ------------------------------------------- | ---------------- | ------------- | ----- | ------------- | --------- | ----------- | ----------- | ---------------------- | ------- |
| Hua Lingjun Liang Hongming                  | Deux de couple   | 6 min 50 s 94 | 5e    | 6 min 43 s 64 | 4e        | Non disputé | Non disputé | Finale C 6 min 36 s 97 | 3e      |
| Liu Jian Liang Hongming Hua Lingjun Li Yang | Quatre de couple | 6 min 16 s 48 | 5e    | 6 min 16 s 80 | 4e        | Eliminé     | Eliminé     | Eliminé                | Eliminé |

### Femmes
| Athlète(s)                               | Compétition                 | Série         | Série | Repêchage     | Repêchage | Demi-finale   | Demi-finale | Finale                 | Finale |
| Athlète(s)                               | Compétition                 | Temps         | Rang  | Temps         | Rang      | Temps         | Rang        | Temps                  | Rang   |
| ---------------------------------------- | --------------------------- | ------------- | ----- | ------------- | --------- | ------------- | ----------- | ---------------------- | ------ |
| Sun Guangxian Liu LIn                    | Deux de couple              | 7 min 33 s 17 | 5e    | 7 min 32 s 36 | 4e        | Non disputé   | Non disputé | Finale B 7 min 23 s 74 | 4e     |
| Liu Lijuan Han Jing Sun Guangxia Liu Lin | Quatre de couple            | 6 min 49 s 84 | 4e    | 6 min 52 s 47 | 3e        | Non disputé   | Non disputé | Finale B 6 min 39 s 51 | 2e     |
| Yu Hua Ou Shaoyan                        | Deux de couple poids légers | 7 min 21 s 55 | 3e    | 7 min 21 s 00 | 3e        | 7 min 18 s 60 | 5e          | Finale B 7 min 15 s 31 | 4e     |

## Badminton

### Hommes
| Athlète              | Compétition   | 1/32 de finale   | 1/16 de finale       | 1/8 de finale         | Quarts de finale      | Demi-finales          | Finale                 | Finale 3eplace    | Rang               |
| Athlète              | Compétition   | Adversaire Score | Adversaire Score     | Adversaire Score      | Adversaire Score      | Adversaire Score      | Adversaire Score       | Adversaire Score  | Rang               |
| -------------------- | ------------- | ---------------- | -------------------- | --------------------- | --------------------- | --------------------- | ---------------------- | ----------------- | ------------------ |
| Sun Jun              | Simple hommes | Non disputé      | Victoire Larsen 2-1  | Victoire Vaughan 2-0  | Défaite Hendrawan 0-2 | Eliminé               | Eliminé                | Eliminé           | Eliminé            |
| Xia Xuanze           | Simple hommes | Non disputé      | Victoire Masuda 2-1  | Victoire Stoyanov 2-0 | Victoire Hann 2-0     | Défaite Hendrawan 0-2 | Eliminé                | Victoire Gade 2-0 | Médaille de bronze |
| Ji Xinpeng           | Simple hommes | Non disputé      | Victoire Wei 2-1     | Victoire Han 2-0      | Victoire Hidayat 2-0  | Victoire Gade 2-1     | Victoire Hendrawan 2-0 | Non disputé       | Médaille d'or      |
| Zhang Jun Zhang Wei  | Double hommes | DNS              | Eliminé              | Eliminé               | Eliminé               | Eliminé               | Eliminé                | Eliminé           | Eliminé            |
| Chen Qiqiu Yu Jinhao | Double hommes | Non disputé      | Défaite Malaisie 1-2 | Eliminé               | Eliminé               | Eliminé               | Eliminé                | Eliminé           | Eliminé            |

### Femmes
| Athlète               | Compétition  | 1/32 de finale   | 1/16 de finale           | 1/8 de finale             | Quarts de finale             | Demi-finales              | Finale              | Finale 3eplace            | Rang               |
| Athlète               | Compétition  | Adversaire Score | Adversaire Score         | Adversaire Score          | Adversaire Score             | Adversaire Score          | Adversaire Score    | Adversaire Score          | Rang               |
| --------------------- | ------------ | ---------------- | ------------------------ | ------------------------- | ---------------------------- | ------------------------- | ------------------- | ------------------------- | ------------------ |
| Dai Yun               | Simple dames | Non disputé      | Victoire Karachkova 2-0  | Victoire Yonekura 2-0     | Victoire Kim 2-0             | Defaite Martin 0-2        | Eliminé             | Defaite Zhaoying 1-2      | 4e                 |
| Ye Zhaoying           | Simple dames | Non disputé      | Victoire Meulendijks 2-1 | Victoire Sorensen 2-0     | Victoire Chai-Chi 2-0        | Defaite Zhichao 0-2       | Eliminé             | Victoire Yun 2-1          | Médaille de bronze |
| Gong Zhichao          | Simple dames | Non disputé      | Victoire Ting 2-0        | Victoire Djaelawijaya 2-0 | Victoire Mizui 2-0           | Victoire Zhaoying 2-0     | Victoire Martin 2-1 | Non disputé               | Médaille d'or      |
| Gao Ling Qin Yiyuan   | Double dames | Non disputé      | Victoire Bulgarie 2-0    | Victoire Japon 2-0        | Victoire Grande-Bretagne 2-0 | Défaite Chine 0-2         | Eliminé             | Victoire Corée du Sud 2-0 | Médaille de bronze |
| Huang Nanyan Yang Wei | Double dames | Non disputé      | Non disputé              | Victoire Thailande 2-0    | Victoire Pays-Bas 2-0        | Victoire Corée du Sud 2-0 | Défaite Chine 0-2   | Non disputé               | Médaille d'argent  |
| Ge Fei Gu Jun         | Double dames | Non disputé      | Non disputé              | Victoire Corée du Sud 2-0 | Victoire Indonésie 2-0       | Victoire Chine 2-0        | Victoire Chine 2-0  | Non disputé               | Médaille d'or      |

### Mixtes
| Athlète             | Compétition  | 1/32 de finale   | 1/16 de finale         | 1/8 de finale         | Quarts de finale          | Demi-finales          | Finale                 | Finale 3eplace   | Rang          |
| Athlète             | Compétition  | Adversaire Score | Adversaire Score       | Adversaire Score      | Adversaire Score          | Adversaire Score      | Adversaire Score       | Adversaire Score | Rang          |
| ------------------- | ------------ | ---------------- | ---------------------- | --------------------- | ------------------------- | --------------------- | ---------------------- | ---------------- | ------------- |
| Ge Fei Liu Yong     | Double mixte | Non disputé      | Non disputé            | Défaite Pays-Bas 0-2  | Eliminé                   | Eliminé               | Eliminé                | Eliminé          | Eliminé       |
| Chen Lin Chen Qiqiu | Double mixte | Non disputé      | Victoire Australie 2-0 | Défaite Indonésie 0-2 | Eliminé                   | Eliminé               | Eliminé                | Eliminé          | Eliminé       |
| Gao Ling Zhang Jun  | Double mixte | Non disputé      | Victoire Allemagne 2-1 | Victoire Suède 2-0    | Victoire Corée du Sud 2-0 | Victoire Danemark 2-1 | Victoire Indonésie 2-1 | Non disputé      | Médaille d'or |

## Basket-ball

### Hommes
- Wang Zhizhi
- Liu Yudong
- Sun Jun
- Guo Shiqiang
- Hu Weidong
- Zhang Jingsong
- Li Nan
- Yao Ming
- Zheng Wu
- Li Xiaoyong
- Mengke Bateer
- Coach : Jiang Xingquan

| Épreuve     | Phase de groupes          | Phase de groupes                | Phase de groupes     | Phase de groupes       | Phase de groupes      | Quart de Finale     | Demi-finale         | Finale / MB         | Rang    |
| Épreuve     | Adversaire Résultat       | Adversaire Résultat             | Adversaire Résultat  | Adversaire Résultat    | Adversaire Résultat   | Adversaire Résultat | Adversaire Résultat | Adversaire Résultat | Rang    |
| ----------- | ------------------------- | ------------------------------- | -------------------- | ---------------------- | --------------------- | ------------------- | ------------------- | ------------------- | ------- |
| Basket-ball | Défaite États-Unis 72-119 | Victoire Nouvelle-Zélande 75-60 | Défaite France 70-82 | Défaite Lituanie 66-82 | Victoire Italie 85-76 | Eliminé             | Eliminé             | Eliminé             | Eliminé |

## Boxe

### Hommes
| Athlète         | Catégorie     | 16e de finale         | 8e de finale        | Quart de finale     | Demi-finale         | Finale              |
| Athlète         | Catégorie     | Adversaire Résultat   | Adversaire Résultat | Adversaire Résultat | Adversaire Résultat | Adversaire Résultat |
| --------------- | ------------- | --------------------- | ------------------- | ------------------- | ------------------- | ------------------- |
| Yang Xiangzhong | Poids mouches | Défaite Roumanie 3-12 | Eliminé             | Eliminé             | Eliminé             | Eliminé             |
| Mai Kangde      | Poids coqs    | Défaite Turquie 4-17  | Eliminé             | Eliminé             | Eliminé             | Eliminé             |

## Cyclisme

### Piste

#### Femmes
| Athlète  | Compétition          | Qualification | Seizièmes de finale      | Repêchages               | Quarts de finale         | Match de classement | Demi-finales             | Match pour le bronze     | Match pour le bronze | Finale                   | Finale  |
| Athlète  | Compétition          | Temps Vitesse | Adversaire Temps Vitesse | Adversaire Temps Vitesse | Adversaire Temps Vitesse | Rang                | Adversaire Temps Vitesse | Adversaire Temps Vitesse | Rang                 | Adversaire Temps Vitesse | Rang    |
| -------- | -------------------- | ------------- | ------------------------ | ------------------------ | ------------------------ | ------------------- | ------------------------ | ------------------------ | -------------------- | ------------------------ | ------- |
| Wang Yan | Vitesse individuelle | 11 s 650      | Défaite Australie        | Défaite                  | Eliminé                  | Eliminé             | Eliminé                  | Eliminé                  | Eliminé              | Eliminé                  | Eliminé |

| Athlète      | Compétition                 | Temps    | Rang               |
| ------------ | --------------------------- | -------- | ------------------ |
| Wang Yan     | 500 mètres contre-la-montre | 35 s 013 | 4e                 |
| Jiang Cuihua | 500 mètres contre-la-montre | 34 s 768 | Médaille de bronze |

### BMX

#### Femmes
| Athlète    | Compétition   | Temps    | Rang |
| ---------- | ------------- | -------- | ---- |
| Ma Yanping | Cross-country | + 1 Tour | 28e  |